# Britannic (téléfilm)
Pour les articles homonymes, voir Britannic (homonymie).
Pour plus de détails, voir Fiche technique et Distribution.
Britannic est un téléfilm américano-britannique réalisé par Brian Trenchard-Smith et diffusé le 9 janvier 2000 sur Fox Family, relatant la fin tragique du paquebot Britannic.

## Description
En 1916 à bord du navire-hôpital HMHS Britannic, Vera Campbell, un agent des services secrets britanniques, se fait passer pour une gouvernante afin d'enquêter sur la présence à bord d'un espion allemand. Campbell, ayant survécu au naufrage du Titanic, est continuellement stressée par sa mission. L'espion, qui est Reynolds, l'aumônier du navire, découvre vite que des armes sont conservées dans la cale. Il ne sait pas qu'elles ont été embarquées par le capitaine en cas de mutinerie. Il considère de fait que couler le navire serait légal (couler un navire-hôpital désarmé est un crime de guerre).
Il met au point une série de complots pour prendre le contrôle du navire ou le couler, notamment en fomentant une révolte avec les chauffeurs (membres de l'Armée républicaine irlandaise). Chaque plan de Reynolds est découvert par Vera, mais l'auteur n'est jamais mis au jour. De plus, Vera en tombe amoureuse, jusqu'au moment où il décide de couler le navire.
Il le sabote en faisant réagir de l'éther avec la poussière de charbon présente dans les chaufferies. Il pense que le navire sombrera suffisamment lentement pour que toutes les vies soient sauvées. Vera tente de l'arrêter, mais échoue et décide d'aller chercher les enfants dont elle a la charge. L'un d'entre eux ayant disparu, elle part à sa recherche dans le navire, par la suite aidée par Reynolds. Après avoir retrouvé l'enfant, l'aumônier est projeté par une explosion et reste coincé dans les profondeurs du navire. Vera emmène l'enfant aux canots de sauvetage, puis repart sauver Reynolds. Tous deux réussissent à sortir du navire et à atteindre un canot de sauvetage vide et encore attaché à des cordages.
Ils voient impuissants un canot se faire broyer par les hélices du navire, et comprennent qu'ils risquent de subir le même sort. Un canot proche leur lance une corde, ce qui sauve la vie de Vera tandis que Reynolds se sacrifie. La corde cède et le canot se dirige tout droit vers les hélices. Vera est secourue par le canot, après avoir vu les dernières secondes de la vie de Reynolds, happé par les hélices encore en marche. Puis le navire chavire du côté tribord et la poupe disparaît sous l'eau.

## Fiche technique
- Titre original : Britannic
- Réalisation : Brian Trenchard-Smith
- Scénario : Brett Thompson, Kim Owen Smith, Denis Pratt, Brian Trenchard-Smith
- Producteur : Paul Colichman (en)
- Photographie : Ivan Strasburg
- Montage : Rob Kobrin, Stan Cole, John Lafferty
- Direction artistique : Matthew Robinson
- Décors : Rob Harris
- Costumes : Susannah Buxton
- Musique : Alan Parker
- Production : Paul Colichman
- Pays d'origine :  États-Unis/ Royaume-Uni
- Langue : anglais et allemand
- Genre : Action/Drame/Catastrophe
- Durée : 93 minutes

## Distribution
- Edward Atterton : Aumônier Reynolds
- Amanda Ryan : Vera Campbell
- Jacqueline Bisset : Lady Lewis
- Ben Daniels : Townsend
- John Rhys-Davies : Capitaine Barrett
- Bruce Payne : Docteur Baker
- Wolf Kahler : Capitaine Kruger

## Commentaire
Si le film se fonde sur des éléments réels, il prend cependant de grandes libertés avec l'histoire. En effet, le Britannic, en tant que navire-hôpital, n'a jamais transporté de passagers civils. De plus, le capitaine du navire se nommait Charles Bartlett et non Barrett. Une grande part du film traite de la poursuite du paquebot par un U-boot allemand, or, aucun sous-marin de l'époque n'aurait pu atteindre la vitesse du Britannic ou rester immergé aussi longtemps. Dans le film, l'explosion se produit à bâbord tandis que dans la réalité, cela se passe à tribord. Enfin, l'idée que le navire transportait des armes est fausse, et le navire n'a pas coulé à la suite d'une explosion venue de l'intérieur comme cela avait été envisagé avant la découverte de l'épave. De fait les événements racontés sont dans l'ensemble fictifs, de même que la disposition des installations du navire (la salle de radio, par exemple, ne se trouvait pas sur la passerelle).
Le film met l'accent sur les relations entre personnes des deux camps dans le cadre de la Première Guerre mondiale : le pasteur Reynolds, bien qu'étant le traître qui n'a pas hésité à tuer plusieurs membres d'équipage, est cependant amoureux de Vera qui est un agent ennemi et se sacrifie pour elle. De même, lorsqu'il sabote le navire, il espère sincèrement que tous les passagers seront sauvés. Ce concept est d'ailleurs directement discuté dans le film durant un repas où les convives parlent du sens de la guerre et s'accordent à dire que les guerres seraient moins meurtrières si l'on connaissait personnellement l'ennemi.